# Къмбърланд (окръг, Илинойс)
Вижте пояснителната страница за други значения на Къмбърланд.
Окръг Къмбърленд (на английски: Cumberland County) е окръг в щата Илинойс, Съединени американски щати. Площта му е 899 km², а населението - 11 253 души (2000). Административен център е село Толидо.